# Max Hoferer
Maximilian Hoferer (* 27. September 1852 in Eschlbach, Bockhorn; † 7. März 1935 in Lohr am Main) war von 1907 bis 1920 Direktor des Humanistischen Franz-Ludwig-von-Erthal-Gymnasiums in Lohr am Main und Verfasser mehrere Bücher zur deutschen Literatur.

## Leben
Hoferer wurde als Sohn des Eschlbacher Lehrers Franz Xaver Hoferer und dessen Frau Anna Lex geboren. Zu seinen Geschwistern zählt auch der Königliche Hofrat und approbierende Arzt Franz Paul Hoferer. Nach dem Besuch der Dorfschule besuchte er das Gymnasium in Pfaffenhofen an der Ilm, welches er 1872 absolvierte. Ab dem Wintersemester 1873 studierte er an der Ludwig-Maximilians-Universität in München bis 1877 über acht Semester hinweg die Fächer Philologie und Philosophie. Als Gymnasiallehrer trat er 1883 eine Stelle in Aschaffenburg an und verfasste dort seine ersten literarischen Abhandlungen über Werke berühmter deutscher Dichter und Schriftsteller wie Goethe und Lessing. Er veröffentlichte über die Zeit seines Schaffens in Aschaffenburg mehrere Werke und Schriftstücke, darunter auch Übersetzungswerke von Homer und Plutarch, wie auch Latein und Griechisch.
Nachdem er in München eine Stellung als Gymnasialdirektor gefunden hatte, wirkte er schließlich zwischen 1907 und 1920 als Direktor am 1902 gegründeten Humanistischen Franz-Ludwig-von-Erthal-Gymnasium in Lohr am Main. Dort veröffentlichte er weitere Werke, auch nach seiner Pensionierung als Direktor und dem Tod seiner Ehefrau im Jahre 1920.
Am 7. März 1935 verstarb er in seinem letzten Lebensort Lohr am Main und wurde dort beigesetzt.
Zu seinen Kindern zählen die beiden Münchner Oberärzte Hermann und Arnold Hoferer.

## Werke
- Ioannis Monachi Liber de Miraculis. Ein spätlateinisches Übersetzungswerk, besprochen und teilweise ediert, 1884.
- Goethes Egmont. 1885.
- Lessings Emilia Galotti. 1885.
- Goethes Torquato Tasso.